# Władysław Jacher
Władysław Jacher (ur. 8 lutego 1931 w Joninach, zm. 4 kwietnia 2009 w Katowicach) – polski socjolog. 

## Życiorys
Odbył studia z filozofii oraz socjologii na KUL w latach 1959–1962. Pracę magisterską pt. Zagadnienie pracy u Św. Tomasza z Akwinu napisał w 1962 roku pod kierunkiem Czesława Strzeszewskiego. Doktorat w 1966 zrobił pod kierunkiem Jana Turowskiego dzięki pracy pt. Teoria więzi społecznej w socjologii Emila Durkheima. W latach 1963–1968, pracując w Instytucie Tomistycznym, kierował działem socjologicznym. Jednocześnie, w latach 1966–1974 wykładał socjologię na KUL-u. Habilitował się na KUL-u w 1973 roku na podstawie pracy pt. Zagadnienie integracji systemu społecznego. W latach 1974–1978 kierował Pracownią Socjologii Wsi w Instytucie Śląskim w Opolu. Od 1977 roku był kierownikiem Zakładu Kultury Współczesnej. Od 1977 roku wykładał na Wyższej Szkole Pedagogicznej w Łodzi. W 1978 roku objął stanowisko kierownika Zakładu Socjologii Pracy i Organizacji w Instytucie Socjologii Uniwersytetu Śląskiego. W 1982 roku otrzymał tytuł naukowy profesora nauk społecznych. Pełnił także funkcję dyrektora Instytutu Socjologii UŚ oraz prodziekana Wydziału Nauk Społecznych UŚ. Wykładał również na Uniwersytecie Łódzkim. Był członkiem Centrum Studiów i Relacji Kulturalnych w Rzymie, Międzynarodowego Towarzystwa Socjologów Języka Francuskiego, Instytutu Zachodniego w Poznaniu, Instytutu Śląskiego w Opolu, Polskiego Towarzystwa Socjologicznego, Komitetu Socjologii PAN, Rady Naukowej Centrum Badań Przedsiębiorczości i Zarządzania PAN, Komisji Filozofii i Socjologii PAN. 
Został pochowany na cmentarzu w Katowicach. W dniach 9–10 kwietnia 2014 roku odbyła się konferencja naukowa poświęcona osobie i spuściźnie Władysława Jachera.

## Książki
- Zagadnienia pracy u św. Tomasza z Akwinu
- Eseje Socjologiczne
- Region w procesie przemian. Aspekty socjologiczne i ekonomiczne
- Zarządzanie jakością